# ブラック・キャデラック
『ブラック・キャデラック』（原題：Black Cadillac）は、2002年に制作されたアメリカ合衆国のホラー映画。

## あらすじ
冬のアメリカ合衆国、近郊へ繰り出した3人の男は、ナンパしようと山奥のロードハウスへ向かう。しかし、その近くの酒場で諍いになった為、急遽Uターンし逃亡。その時、黒いキャディラックが出現し、彼らを執拗に追い回す。彼らは、冬の凍結した州道でキャディラックの正体を暴こうとするのだが…。

## キャスト
※括弧内は日本語吹替
- チャーリー - ランディ・クエイド（星野充昭）
- スコット - シェーン・ジョンソン（浜田賢二）
- J・C・ロングハンマー - ジョシュ・ハモンド（清水敏孝）
- ロビー - ジェイソン・ドーリング（小野塚貴志）
- ビーフィ - アダム・ヴァルニア（奥田啓人）
- ジェニー - キルステン・ウォーレン
- デニス - テイラー・スタンリー